# 蘇廷魁
蘇 廷魁（そ ていかい、Su Tingkui、1800年 - 1878年）は、清末の官僚。字は賡堂。広東省高要県出身。
1835年に進士となり、庶吉士に選ばれ、編修となった。1842年、御史となり、阿片戦争に対して虎門砲台や要塞群の修築を主張したが、講和が成立して実現しなかった。南京条約が成立すると軍機大臣のムジャンガを弾劾し、道光帝に罪己詔（己を罪する詔）を出すよう上奏したため、評判が高まった。
1854年、広州が天地会の蜂起軍に包囲されると、外国の軍を借りて鎮圧に当たろうという意見が出たが、蘇廷魁が断固として反対したため沙汰やみとなった。1858年、アロー戦争中にイギリス・フランス連合軍が広州を占領すると蘇廷魁は侍郎の羅惇衍らとともに団練を組織し、東莞・仏山などから郷勇数万人を集めて連合軍と戦った。天津条約締結後は大成国軍と戦い、提督の昆寿とともに梧州を奪回した。
同治年間には、河南開帰陳許道、河南布政使、東河総督を歴任した。